# Бедьвож (река)
Бедьвож — река в России, протекает в Прилузском районе Республики Коми. Устье реки находится в 8 км по правому берегу реки Ваймос. Длина реки составляет 14 км.
Исток реки у посёлка Бедьвож в 15 км к юго-западу от села Ношуль. Река течёт на северо-запад, всё течение проходит по ненаселённому холмистому лесному массиву. Впадает в Ваймос в 5 км к юго-востоку от посёлка Ваймес.

## Данные водного реестра
По данным государственного водного реестра России и геоинформационной системы водохозяйственного районирования территории РФ, подготовленной Федеральным агентством водных ресурсов:
- Бассейновый округ — Двинско-Печорский
- Речной бассейн — Северная Двина
- Речной подбассейн — Малая Северная Двина
- Водохозяйственный участок — Юг
- Код водного объекта — 03020100212103000012129